# ATP Challenger Gosford
Der ATP Challenger Gosford (offiziell: Gosford Australian Unity) war ein Tennisturnier, das 2002 einmal in Gosford, Australien, stattfand. Es gehörte zur ATP Challenger Tour und wurde im Freien auf Hartplatz gespielt.

## Liste der Sieger

### Einzel
| Jahr | Sieger       | Finalgegner    | Ergebnis        |
| ---- | ------------ | -------------- | --------------- |
| 2002 | Louis Vosloo | Ladislav Švarc | 3:6, 7:611, 6:3 |

### Doppel
| Jahr | Sieger                    | Finalgegner               | Ergebnis        |
| ---- | ------------------------- | ------------------------- | --------------- |
| 2002 | Yves Allegro Justin Bower | John Doran Andrew Painter | 7:67, 3:6, 7:65 |